# Sérgio I de Constantinopla
Sérgio I (m. 6 de dezembro de 638) foi um Patriarca de Constantinopla entre 610 e 638.

## Vida e obras
Em 626, durante a ausência do imperador bizantino Heráclio (r. 610–641), que estava em campanha contra a Pérsia sassânida, os ávaros cercaram a capital imperial. Juntamente com o mestre dos soldados (magister militum) Bono, ele estava encarregado da defesa da cidade. Ele liderou uma litania para Panagia Hodegetria ("Nossa Senhora do Caminho") imediatamente antes do ataque final dos ávaros. Logo após tê-la completado, uma enorme tempestade destruiu a fronta invasora, salvando Constantinopla. A tempestade foi considerada um milagre da Virgem Maria na época.
Sérgio promulgou a crença de que Jesus Cristo tinha duas naturezas, mas apenas uma vontade (monotelismo) na chamada Éctese. Com este objetivo, Sérgio enviou seu arquidiácono para um sínodo em Chipre em 634, organizado pelo arcebispo Arcádio II e com representantes do Papa Honório I, de Roma. O partido anti-monotelita de Jerusalém, liderado por Máximo, o Confessor e por Sofrônio, enviou para este sínodo Anastácio, pupilo de Máximo, Jorge de Resh'aina, pupilo de Sofrônio, e dois pupilos do próprio Jorge, além de mais oito bispos da Palestina. Quando os dois lados se apresentaram ao imperador, ele persistiu no monotelismo e, assim, com Sérgio.
O monotelismo foi finalmente declarado herético no terceiro concílio de Constantinopla (o sexto concílio ecumênico), em 680-681.